# Норвегія на зимових Олімпійських іграх 1932
Норвегія на зимових Олімпійських іграх 1932 року, які проходили в американському місті Лейк-Плесід, була представлена 19 спортсменами (18 чоловіками та 1 жінкою) у 5 видах спорту. Прапороносцем на церемонії відкриття Олімпійських ігор був двоборець Йоган Греттумсбротен.
Норвезькі спортсмени вибороли 10 медалей, з них 3 золотих, 4 срібних та 3 бронзових. Олімпійська збірна Норвегії зайняла друге загальнокомандне місце.

## Медалісти
| Медаль | Призери              | Вид спорту          | Дисципліна             |
| ------ | -------------------- | ------------------- | ---------------------- |
| Золото | Соня Гені            | Фігурне катання     | жінки                  |
| Золото | Йоган Греттумсбротен | Лижне двоборство    | індивідуальні змагання |
| Золото | Біргер Рууд          | Стрибки з трампліна | нормальний трамплін    |
| Срібло | Оле Стенен           | Лижне двоборство    | індивідуальні змагання |
| Срібло | Ганс Бек             | Стрибки з трампліна | нормальний трамплін    |
| Срібло | Бернт Евенсен        | Ковзанярський спорт | 500 м                  |
| Срібло | Івар Баллангруд      | Ковзанярський спорт | 10,000 м               |
| Бронза | Арне Рустадстуен     | Лижні гонки         | 50 км                  |
| Бронза | Ганс Він'яренген     | Лижне двоборство    | індивідуальні змагання |
| Бронза | Коре Вальберг        | Стрибки з трампліна | нормальний трамплін    |

## Ковзанярський спорт

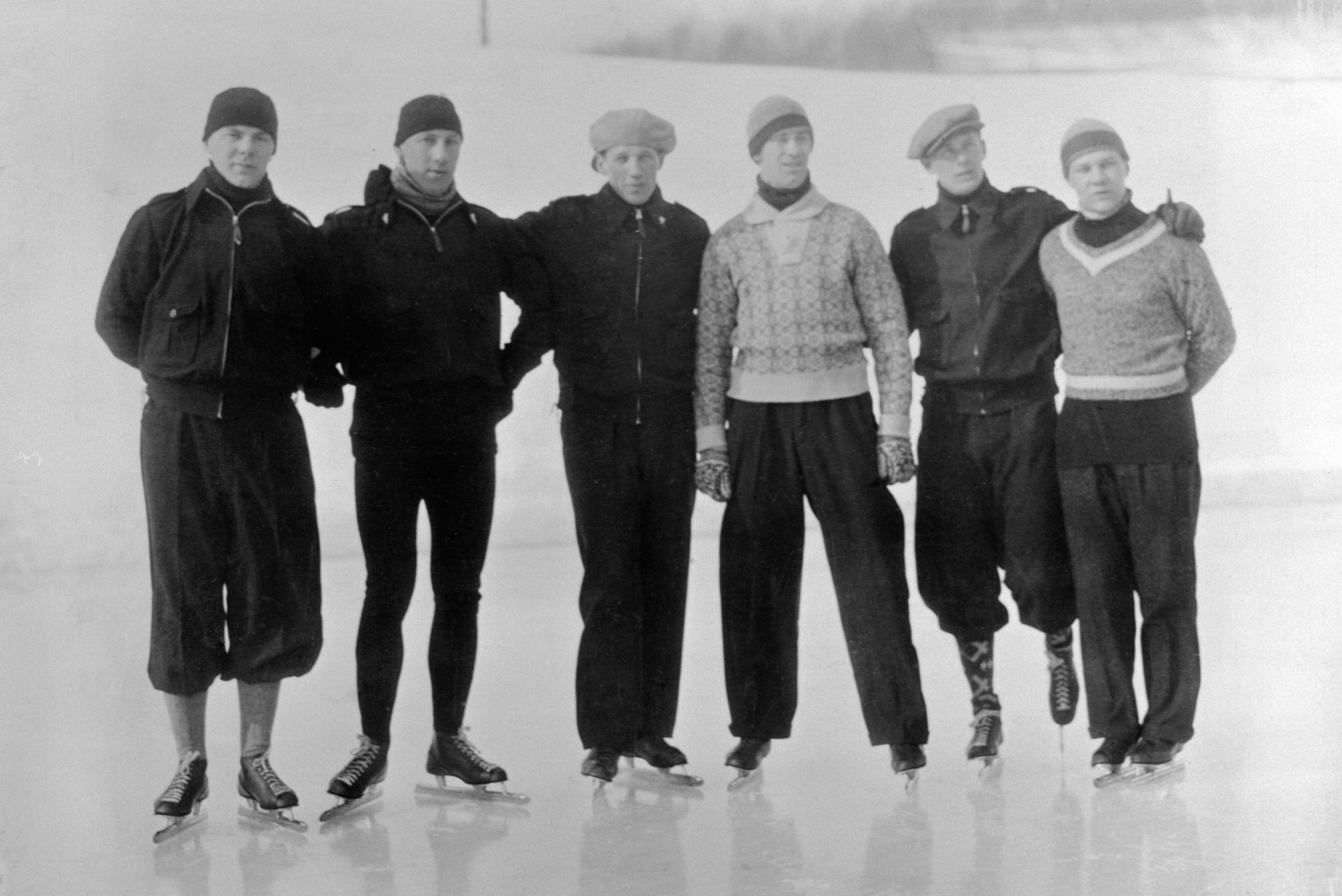
Норвезька ковзанярська команда: Ганс Енгнестанген, Івар Баллангруд, Міхаель Стаксруд, Ерлінг Ліндбю, Гокон Педерсен, Бернт Евенсен.

Чоловіки
| Дисципліна | Спортсмен         | Класифікація | Класифікація | Фінал      | Фінал      |
| Дисципліна | Спортсмен         | Час          | Місце        | Час        | Місце      |
| ---------- | ----------------- | ------------ | ------------ | ---------- | ---------- |
| 500 м      | Ерлінг Ліндбю     | n/a          | 4            | не пройшов | не пройшов |
| 500 м      | Бернт Евенсен     | 45.3         | 1 Q          | n/a        | 2          |
| 500 м      | Ганс Енгнестанген | n/a          | 5            | не пройшов | не пройшов |
| 500 м      | Гокон Педерсен    | n/a          | 4            | не пройшов | не пройшов |
| 1500 м     | Ганс Енгнестанген | n/a          | 4            | не пройшов | не пройшов |
| 1500 м     | Бернт Евенсен     | n/a          | 3            | не пройшов | не пройшов |
| 1500 м     | Івар Баллангруд   | n/a          | 3            | не пройшов | не пройшов |
| 1500 м     | Міхаель Стаксруд  | n/a          | 3            | не пройшов | не пройшов |
| 5000 м     | Міхаель Стаксруд  | DNF          | –            | не пройшов | не пройшов |
| 5000 м     | Івар Баллангруд   | n/a          | 3 Q          | n/a        | 5          |
| 5000 м     | Ерлінг Ліндбю     | n/a          | 5            | не пройшов | не пройшов |
| 5000 м     | Бернт Евенсен     | 10:01.4      | 1 Q          | n/a        | 6          |
| 10,000 м   | Міхаель Стаксруд  | DNF          | –            | не пройшов | не пройшов |
| 10,000 м   | Івар Баллангруд   | n/a          | 2 Q          | n/a        | 2          |
| 10,000 м   | Ганс Енгнестанген | n/a          | 6            | не пройшов | не пройшов |
| 10,000 м   | Бернт Евенсен     | n/a          | 3 Q          | n/a        | 6          |

## Лижне двоборство
Дисципліни:
- нормальний трамплін
- лижні гонки, 18 км

| Спортсмен            | Дисципліна             | Лижні гонки | Лижні гонки | Лижні гонки | Стрибки з трампліна | Стрибки з трампліна | Стрибки з трампліна | Стрибки з трампліна | Разом  | Разом |
| Спортсмен            | Дисципліна             | Бали        | Місце       | Час         | Відстань 1          | Відстань 2          | Бали                | Місце               | Бали   | Місце |
| -------------------- | ---------------------- | ----------- | ----------- | ----------- | ------------------- | ------------------- | ------------------- | ------------------- | ------ | ----- |
| Сверре Колтеруд      | індивідуальні змагання | 1'34:36     | 204.00      | 7           | 57.0                | 55.5                | 214.6               | 5                   | 418.60 | 4     |
| Ганс Він'яренген     | індивідуальні змагання | 1'32:40     | 213.00      | 4           | 54.0                | 62.0                | 221.6               | 2                   | 434.60 | 3     |
| Оле Стенен           | індивідуальні змагання | 1'28:05     | 235.75      | 2           | 48.0                | 52.0                | 200.3               | 12                  | 436.05 | 2     |
| Йоган Греттумсбротен | індивідуальні змагання | 1'27:15     | 240.00      | 1           | 51.0                | 50.0                | 206.0               | 6                   | 446.00 | 1     |

## Лижні гонки
Чоловіки
| Дисципліна | Спортсмен            | Дистанція | Дистанція |
| Дисципліна | Спортсмен            | Час       | Місце     |
| ---------- | -------------------- | --------- | --------- |
| 18 км      | Крістіан Говде       | 1'32:48   | 13        |
| 18 км      | Оле Стенен           | 1'28:05   | 8         |
| 18 км      | Йоган Греттумсбротен | 1'27:15   | 6         |
| 18 км      | Арне Рустадстуен     | 1'27:06   | 5         |
| 50 км      | Оле Стенен           | DNF       | –         |
| 50 км      | Зігурд Вестад        | 4'32:40   | 5         |
| 50 км      | Оле Гегге            | 4'32:04   | 4         |
| 50 км      | Арне Рустадстуен     | 4'31:53   | 3         |

## Стрибки з трампліна
| Спортсмен    | Дисципліна          | Стрибок 1 | Стрибок 1 | Стрибок 1 | Стрибок 2 | Стрибок 2 | Стрибок 2 | Разом | Разом |
| Спортсмен    | Дисципліна          | Відстань  | Бали      | Місце     | Відстань  | Бали      | Місце     | Бали  | Місце |
| ------------ | ------------------- | --------- | --------- | --------- | --------- | --------- | --------- | ----- | ----- |
| Зігмунд Рууд | нормальний трамплін | 63.0      | 107.2     | 5         | 62.5      | 107.9     | 8         | 215.1 | 7     |
| Коре Валберг | нормальний трамплін | 62.5      | 108.9     | 4         | 64.0      | 110.6     | 3         | 219.5 | 3     |
| Біргер Рууд  | нормальний трамплін | 66.5      | 113.9     | 2         | 69.0      | 114.2     | 1         | 228.1 | 1     |
| Ганс Бек     | нормальний трамплін | 71.5      | 116.5     | 1         | 63.5      | 110.5     | 4         | 227.0 | 2     |

## Фігурне катання
Жінки
| Спортсмен | Обов'язкова програма | Довільна програма | Бали | Сума місць | Місце |
| --------- | -------------------- | ----------------- | ---- | ---------- | ----- |
| Соня Гені | 1                    | 1                 | 7    | 2302.5     | 1     |